# Oebazos (noble)
Oebazos (Oeobazus, Οἰόβαζος) fou un noble persa al servei de Darios I el Gran que va oferir al rei acompanyar-lo a la seva expedició contra els escites junt amb un dels seus tres fills, tots els quals servien a l'exèrcit del rei.
Darios li va contestar que com a fidel, li havia de donar als tres fills, als que va fer executar com a mostra del seu poder. Segons Heròdot, durant el setge de Sestos amb uns companys va fugir cap a Tràcia, on tots van ser capturats pels Apsintians. Oebazos va ser oferit als déus Pleistoros.